# Solange Fernex
Marguerite Solange Fernex, nata de Turckheim (Strasburgo, 15 aprile 1934 – Biederthal, 11 settembre 2006), è stata una politica e attivista francese, esponente dei Verdi ed europarlamentare dal 1989 al 1991.
Femminista e terzomondista, Solange Fernex viene ricordata come un'importante militante del movimento antinucleare, dell'ambientalismo e del pacifismo.

## Biografia

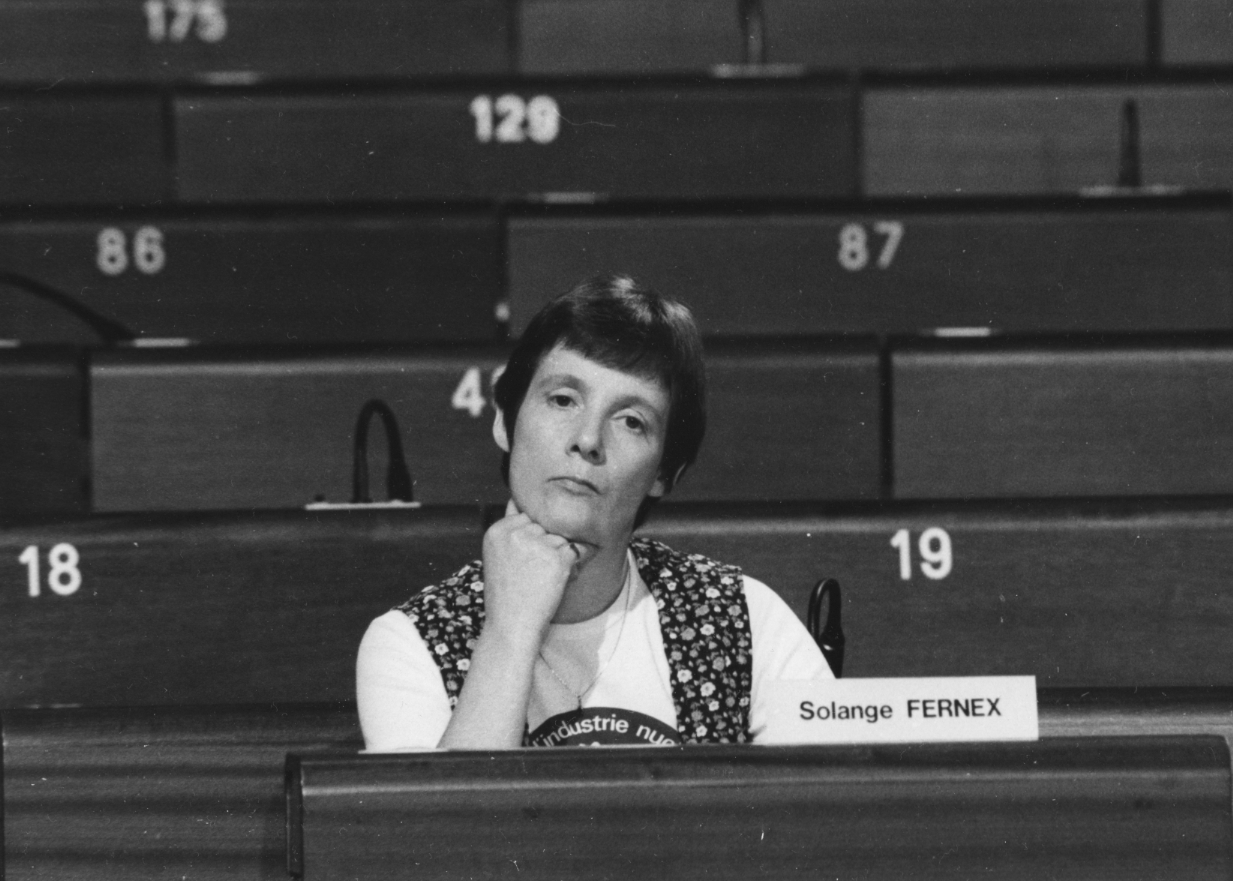
Solange Fernex nel 1979

### Formazione e vita personale
Nata in una famiglia nobile, a sei anni Solange de Turckheim restò orfana di padre, morto durante la seconda guerra mondiale. Quando il fratello maggiore se ne andò di casa, Solange dovette mantenere la famiglia; crebbe nell'Alsazia annessa al Terzo Reich e si rifiutò di frequentare la scuola, dove era stata imposta l'ideologia nazista.
Le vicende subite durante l'infanzia spinsero Solange a sviluppare un forte sentimento pacifista che la portò a divenire un'attivista per la nonviolenza. All'età di vent'anni scoprì le opere del Mahatma Gandhi e intraprese un percorso che la portò spesso ad attuare iniziative di disobbedienza civile.
Sposò il medico e ricercatore Michel Fernex, con il quale ebbe quattro figli e condivise gli ideali. La coppia visse per alcuni anni in Africa e poi si stabilì definitivamente in una cascina a Biederthal.

### Attivismo e politica
Rientrata dall'esperienza africana, Solange Fernex fondò la sezione alsaziana di Terre des hommes. Si dedicò inoltre ad una serie di cause ambientaliste, partecipando ai movimenti di protesta contro la creazione di una fabbrica di piombo sul fiume Reno e accampandosi con i manifestanti che lottavano contro l'installazione di una centrale nucleare in Germania.
Nel 1973 fu la vice del primo candidato ecologista in Francia, Henri Jenn, in occasione del primo turno delle elezioni legislative a Mulhouse. Insieme ad Antoine Waechter, fondò il primo movimento ambientalista francese, Écologie et survie (Ecologia e sopravvivenza).
Nel 1977, fu eletta nel consiglio comunale della sua città, dove restò per i successivi ventiquattro anni. Nello stesso anno, digiunò per ventitré giorni come gesto simbolico per denunciare i pericoli della centrale nucleare di Fessenheim.
Nel 1979 guidò il movimento politico Europe-Écologie per le prime elezioni europee: ottenne il 4,39% per un totale di 888.134 voti, restando poco sotto la soglia di sbarramento del 5% che permetteva di ottenere un seggio. Nello stesso anno fondò l'organizzazione pacifista delle donne, Femmes pour la Paix, che diresse fino al 1996.

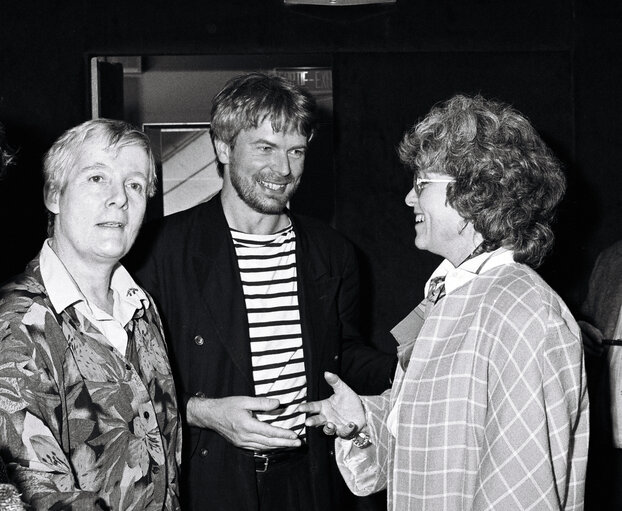
Solange Fernex ad un incontro dei Verdi insieme a Frank Schwalba-Hoth.

Nel 1983 prese parte all'iniziativa Jeûne pour la vie (Digiuno per la vita), digiunando trentotto giorni a Parigi in favore del disarmo nucleare. L'anno seguente partecipò alla fondazione del partito dei Verdi con Antoine Waechter. Fu la principale organizzatrice in Europa della Marcia dei Popoli, un pellegrinaggio transcontinentale dagli Stati Uniti d'America alla Russia in favore della pace, che percorse 7.000 miglia nel 1984 e nel 1985.
Giunse seconda alle europee del 1984, senza ottenere il seggio da eurodeputata.
In seguito al disastro di Černobyl del 1986, fondò insieme al marito l'associazione Children of Chernobyl, che si dedicava alle giovani vittime della tragedia. Denunciò inoltre il comportamento del governo francese che sosteneva che la nube radioattiva si fosse ritirata dalla Francia.
Presentatasi come candidata alle europee del 1989, venne eletta al Parlamento europeo. Fu membro della commissione per i trasporti e il turismo e vicepresidente del Gruppo Verde; lasciò il seggio a metà mandato, seguendo una politica dei Verdi che mirava a dare spazio ai non eletti facendoli subentrare agli eurodeputati in carica. Venne succeduta da Dominique Voynet.
Durante la guerra del Kosovo, si oppose all'operazione Allied Force sottoscrivendo l'appello "Les Européens veulent la paix" proposto da un collettivo filo-serbo contrario al conflitto.
Tra il 1995 e il 2003 presiedette la sezione francese della Women's International League for Peace and Freedom. Fu inoltre vicepresidente del Bureau international permanent de la paix. Nel 2001 ricevette il Nuclear-Free Future Award, un riconoscimento destinato alle personalità impegnate nel movimento antinucleare.

### Morte
Nel 2003 le fu diagnosticato un cancro, che la portò a diradare gli impegni pubblici. Morì nel 2006, all'età di settantadue anni. Alla sua figura venne dedicato un documentario biografico realizzato da Daniel Coche e Simone Fluhr.
Alla memoria di Solange Fernex è intitolata anche una scuola dell'infanzia di Strasburgo, sua città natale.